# Władysław Kruczek
Władysław Kruczek, ps. Zweig (ur. 27 kwietnia 1910 w Rzeszowie, zm. 5 listopada 2003 w Warszawie) – polski działacz komunistyczny, wieloletni działacz aparatu PPR i PZPR, członek Biura Politycznego KC PZPR (1968–1980), zastępca przewodniczącego Rady Państwa (1972–1980) oraz jej członek (1980–1982). Poseł na Sejm PRL III, IV, V, VI, VII i VIII kadencji (1961–1985). 

## Życiorys
Syn Tomasza (robotnika kolejowego) i Rozalii, brat gen. Stanisława Kruczka. Był członkiem Komunistycznego Związku Młodzieży Polski (od 1929 do 1933) i Komunistycznej Partii Polski (w latach 1933–1938). Za działalność komunistyczną był kilkakrotnie więziony. W 1934 skazany został na trzy i pół roku więzienia. Po agresji III Rzeszy i ZSRR na Polskę przedostał się na teren okupacji sowieckiej do Lwowa. Działał w kierownictwie Międzynarodowej Organizacji Pomocy Rewolucjonistom. Od 1941 służył w Armii Czerwonej. Po wybuchu wojny niemiecko-sowieckiej dostał się do niewoli niemieckiej, skąd zbiegł i przybył na Rzeszowszczyznę. Od 1942 działał w konspiracji, był współorganizatorem PPR i Gwardii Ludowej na Rzeszowszczyźnie. W latach 1942–1945 więzień niemieckich obozów koncentracyjnych (Auschwitz-Birkenau, Oranienburg, Sachsenhausen – w specjalnym karnym bloku nr 13. Pozostawał tam jako więzień nr 62424, aż do wyzwolenia obozu.
Po powrocie do Rzeszowa etatowy pracownik Komitetu Wojewódzkiego Polskiej Partii Robotniczej (w której działał od 1942), odpowiedzialny za funkcjonowanie tzw. wywiadu partyjnego. Organizował struktury satelickiego wobec PPR Stronnictwa Ludowego na Rzeszowszczyźnie. Jako kierownik wydziału organizacyjnego KW PPR w Rzeszowie (od maja do czerwca 1945–1947) decydował o sposobie funkcjonowania całego KW PPR. Koordynator akcji sfałszowania wyborów parlamentarnych z 19 stycznia 1947 na terenie województwa rzeszowskiego. Współtworzył tzw. „szóstkę partyjną” (Komitet Wojewódzkiej Współpracy PPS-PPR) na obszarze działań miejskich, a następnie pełnił funkcję I sekretarza Komitetu Miejskiego kolejno PPR i PZPR w Rzeszowie. W 1951 ukończył Szkołę Partyjną przy KC PZPR. Następnie był w latach 1951–1952 sekretarzem Komitetu Wojewódzkiego PZPR w Poznaniu. W latach 1952–1956 I sekretarz Komitetu Wojewódzkiego w Bydgoszczy; w latach 1953–1954 zastępca członka, a w latach 1954–1981 członek Komitetu Centralnego PZPR. Uważany za wpływową postać wśród „natolińczyków” podczas walki o władzę w kierownictwie PZPR w latach pięćdziesiątych. 
W latach 1956–1971 I sekretarz Komitetu Wojewódzkiego PZPR w Rzeszowie. W 1968 był jednym z inicjatorów antysemickiej nagonki tzw. „marca 1968”. Za lojalną postawę w czasie wydarzeń marcowych został powołany do Biura Politycznego KC PZPR.
Od listopada 1968 do grudnia 1980 przez nieprzerwanie 12 lat był członkiem Biura Politycznego – najwyższego gremium kierowniczego partii. W latach 1980–1981 był przewodniczącym Centralnej Komisji Kontroli Partyjnej PZPR.
W latach 1971–1980 przewodniczący Centralnej Rady Związków Zawodowych. W latach 1972–1980 był zastępcą przewodniczącego, a w latach 1980–1982 członkiem Rady Państwa. Był jedną z osób, które podpisały w nocy z 12 na 13 grudnia 1981 dekret o wprowadzeniu stanu wojennego na terytorium Polski.
Był posłem na Sejm PRL III, IV, V, VI, VII i VIII kadencji (1961–1985). W latach 1971–1981 członek prezydium Ogólnopolskiego Komitetu Frontu Jedności Narodu. Wieloletni członek Rady Naczelnej Związku Bojowników o Wolność i Demokrację. W 1983 wybrany w skład Krajowej Rady Towarzystwa Przyjaźni Polsko-Radzieckiej.
Zmarł w Warszawie. Pochowany w Zwięczycy.
W 2007 przewodniczący rady Rzeszowa, Konrad Fijołek z SLD, rozpoczął inicjatywę mającą na celu nadanie jednej z ulic miasta imienia Władysława Kruczka, a przewodniczący klubu Rozwoju Rzeszowa dr inż. Grzegorz Budzik złożył wniosek z nadaniem ulicy do Rady Miasta. Rada Miejska przychyliła się do wniosku i uchwałą Rady Miasta nr XXIV/385/2008 został patronem ulicy. Z tego powodu dnia 8 stycznia 2008 Instytut Pamięci Narodowej złożył zawiadomienie do prokuratury o podejrzeniu popełnienia przestępstwa przez Radę Miejską Rzeszowa, na podstawie przepisów zakazujących promowania w Polsce nazizmu, faszyzmu i komunizmu. Pomimo że wojewoda podkarpacki nie znalazł podstaw do zmiany decyzji, nazwa ulicy została usunięta uchwałą rady miasta w styczniu 2008.

## Publikacje
- Kształtowanie się władzy ludowej na Rzeszowszczyźnie. Tom I (1965, Komitet Wojewódzki PZPR w Rzeszowie; współautor)[5]
- Kształtowanie się władzy ludowej na Rzeszowszczyźnie. Tom II (1966, Komitet Wojewódzki PZPR w Rzeszowie; współautor)[6]

## Ordery i odznaczenia
- Order Budowniczych Polski Ludowej (1969)[7]
- Order Sztandaru Pracy I klasy
- Order Sztandaru Pracy II klasy
- Krzyż Partyzancki
- Medal 30-lecia Polski Ludowej
- Medal 40-lecia Polski Ludowej
- Medal 10-lecia Polski Ludowej
- Złoty Medal „Za zasługi dla obronności kraju”
- Srebrny Medal „Za zasługi dla obronności kraju”
- Brązowy Medal „Za zasługi dla obronności kraju”
- Medal im. Ludwika Waryńskiego (1986)[8]
- Złoty Znak Związku Ochotniczych Straży Pożarnych (1964)[9]
- Krzyż „Za Zasługi dla ZHP” (1970)[10]
- Odznaka 1000-lecia Państwa Polskiego[11]
- Złota odznaka honorowa Naczelnej Organizacji Technicznej (1969)[12]
- Odznaka „Zasłużony Działacz Towarzystwa Przyjaźni Polsko-Radzieckiej” (1989)
- Medal „100-lecia sportu polskiego” (1967)[13]
- Medal pamiątkowy „Za zasługi dla Warszawskiego Okręgu Wojskowego” (1970)[14]
- Odznaka Honorowa Miasta Poznania (1976)[15]
- Odznaka „Zasłużony dla województwa rzeszowskiego” (1966)[16]
- Odznaka honorowa „Za zasługi w rozwoju województwa koszalińskiego” (1972)[17]
- Honorowa odznaka Centralnego Zespołu Artystycznego WP (1974)[18]
- Złota odznaka 20-lecia UMCS (1964)[19]
- Medal 25-lecia UMCS „Nauka w służbie ludu” (1969)[20]
- Odznaka „Zasłużony dla Sanockiej Fabryki Autobusów” (1968)[21]
- Odznaka „Zasłużony dla Huty Aluminium w Koninie” (1976)[15]
- Jubileuszowa Honorowa Odznaka 70-lecia Związku Zawodowego Transportowców i Drogowców (1976)[22]
- Medal pamiątkowy Związku Zawodowego Metalowców (1977)[23]
- Medal pamiątkowy 30-lecia Apelu Wincentego Pstrowskiego (1977)[24]
- Order Rewolucji Październikowej (ZSRR, 1980)[25]
- Medal jubileuszowy „Trzydziestolecia zwycięstwa w Wielkiej Wojnie Ojczyźnianej 1941–1945” (ZSRR, 1975)[26]
- Medal jubileuszowy „Czterdziestolecia zwycięstwa w Wielkiej Wojnie Ojczyźnianej 1941–1945” (ZSRR, 1985)[27]
- Medal jubileuszowy „W upamiętnieniu 100-lecia urodzin Władimira Iljicza Lenina” (ZSRR, 1969)[28]
- Medal 90-lecia urodzin Georgi Dymitrowa (Bułgaria, 1972)[29]
- Medal 50-lecia Komunistycznej Partii Czechosłowacji (Czechosłowacja, 1971)[30]
- Medal 30-lecia wyzwolenia Czechosłowacji przez Armię Radziecką (Czechosłowacja, 1975)[31]
- Złoty Medal im. Fritza Heckerta (1976, nadany przez przewodniczącego Związków Zawodowych NRD)[32]

## Wyróżnienia
- Tytuł honorowego obywatela Przemyśla (1961)[33]
- Wpis do „Księgi zasłużonych dla województwa tarnobrzeskiego” (1978)[34]
- Wpis do „Księgi zasłużonych dla województwa rzeszowskiego” (1986)[35]